# Ptecticus aculeatus
Ptecticus aculeatus är en tvåvingeart som beskrevs av James 1952. Ptecticus aculeatus ingår i släktet Ptecticus och familjen vapenflugor. Inga underarter finns listade i Catalogue of Life.